# Valle de Mai
Vallée de Mai naturreservat ligger i Praslin nationalpark på øen Praslin i Seychellerne. Reservatet udgør 0,2 km² af parkens totalt 3,2 km².
Reservatet omfatter 6 endemiske palmearter, hvoraf den mest kendte er coco de mer (Lodoicea maldivica). Coco de mer-frøene er verdens største plantefrø, og palmebladene kan blive op til 6 m brede og 14 m lange.
Parken er også eneste tilholdssted for den stærkt truede papegøjeart Black parrot (Coracopsis nigra barklyi), og andre endemiske fuglearter.
Naturreservatet blev etableret i 1955, og blev en del af nationalparken da den blev etableret i 1979.
| Citat                    | So remarkable that it was once believed to be the original site of the Garden of Eden, this hauntingly beautiful primeval forest is home to some 6000 Coco-de-mer trees, considered to be among the botanical wonders of the world | Citat |
| Seychelles Tourist Board | |       |